# Hrvatski MMA savez
Hrvatski MMA savez (HMMAS, Croatian MMA Federation) je hrvatska krovna organizacija za sport slobodne borbe. Osnovan je 3. studenog 2006. pod nazivom Hrvatski savez slobodne borbe (HSSB). Naziv je promijenio 2014. godine.
Dana 5. siječnja 2013. na skupštini Hrvatskog grappling saveza (HGS) donesena je odluka o spajanju HGS-a s Hrvatskim savezom slobodne borbe. Hrvatski MMA & grappling savez je djelovao kroz MMA i grappling odbor. Od međunarodnih organizacija član je World MMA Association (WMMAA) od 2014. Prvo natjecanje je organizirao 17. prosinca 2006. u Zagrebu.
Savez od 2007. održava amaterska nacionalna prvenstva (izuzev 2014.) kao i međunarodne „Challenge“ turnire. Na 9. državnom prvenstvu održanom u ožujku 2016. po prvi puta na nekom amaterskom MMA natjecanju vršila se antidopinška kontrola.

## Osvajači pojasa u profesionalnim MMA organizacijama
- (World) Grand Prix su turniri po knockout sistemu koji se odvijaju kroz nekoliko dana. Pobjedniku turnira se dodjeljuje pojas prvaka, ali on označava samo pobjednika turnira i ne brani se.

- italic - hrvatski borci koji su titule osvajali za druge države (Norveška, SAD)

- navedena godina je godina prvog osvajanja titule u kategoriji

nepotpuna lista
| ARES Fighting Championship - Ivana Širić Petrović (muha 2022.) Durata Fights - Igor Pokrajac (poluteška 2003.) Inoki Genome Federation - Mirko Filipović (2014.) Konfrontacja Sztuk Walki - Antun Račić (2019.) - Goran Reljić (2015.) - Roberto Soldić (2017.) North American Allied Fight Series - Stipe Miocic (2011.) | Professional Fighters League - Ante Delija (2022.) Pride Fighting Championships - Mirko Filipović (openweight 2006.) Rizin Fighting Federation - Mirko Filipović (openweight 2016.) Swiss MMA Championship - Roberto Soldić (2016.) Superior Fighting Championship - Roberto Soldić (2017.) | Ultimate Fighting Championship - Pat Miletich (1998.) - Stipe Miocic (2016.) World Freefight Challenge - Ivica Trušček (2011.) Xtreme Combat Italia ili XC-1 - Xtreme MMA Championship - Maro Perak (2010.) |

### Hrvatske organizacije

#### FFC
Final Fight Championship
- Luka Jelčić
- Filip Pejić
- Antun Račić
- Roberto Soldić (2016.)

#### FNC
Fight Nation Championship
- Francisco Albano Barrio[7]

#### MFC
Milenium Fighting Challenge
- Maro Perak (2011.)

## Profesionalni omjer
Barem 20 pobjeda za muškarce i 10 za žene. Poredani abecedno.
italic - hrvatski borci koji su nastupali za druge države (Japan, SAD)
| Borac | Borac           | Profesionalni W–L–D (NC) | Organizacije                                                      |        |  |
| ----- | --------------- | ------------------------ | ----------------------------------------------------------------- | ------ |  |
| M     | Ante Delija     | Profesionalni W–L–D (NC) | Organizacije                                                      | 23–5–0 |  |
| M     | Mirko Filipović | 38–11–2 (1)              | Bellator, Dream, IGF, Pride, Rizin, UFC                           |        |  |
| M     | Satoshi Ishii   | 25–13–1                  |                                                                   |        |  |
| M     | Pat Miletich    | 29–7–2                   | BOTM, EC, UFC                                                     |        |  |
| M     | Stipe Miocic    | 20–5–0                   | NAAFS, UFC                                                        |        |  |
| M     | Maro Perak      | 26–7–1                   | FFC, M-1 Global, XC-1                                             |        |  |
| M     | Igor Pokrajac   | 29–15–0 (1)              | Durata, FEN, FFC, It’s Showtime, Jungle Fight, K-1, KSW, UFC, WFC |        |  |
| M     | Antun Račić     | 27–12–0                  |                                                                   |        |  |
| M     | Goran Reljić    | 21–10–0                  | ACA, Draka MMA, KSW, Rizin, Superior FC, UFC                      |        |  |
| M     | Roberto Soldić  | 20–3–0 (1)               | FFC, KSW, ONE, SMMAC, Superior FC                                 |        |  |
| M     | Ivica Trušček   | 44–39–0                  |                                                                   |        |  |

## Vanjske poveznice
- Službena stranica saveza
- Sherdog, baza podataka - MMA statistika, ranking boraca, organizacije, vijesti...
- Tapology, baza podataka
- CROring
- fightsite.hr